# Gohrisch
El Gohrisch (també anomenat incorrectament Gohrischstein), a 447,8 m sobre el nivell del mar, és una muntanya tabular a la Suïssa Saxona a la riba esquerra de l'Elba. El seu nom es remunta a l'antiga Gora en la llengua sòrab, que significa muntanya. Es troba a uns quatre quilòmetres al sud-est de Königstein i uns tres quilòmetres al sud-oest de Bad Schandau enmig d'un altiplà que està dominat per altres muntanyes rocoses del mateix tipus. Als peus del Gohrisch es troben les petites ciutats de Kurort Gohrisch i Papstdorf, que pertanyen al municipi de Gohrisch.

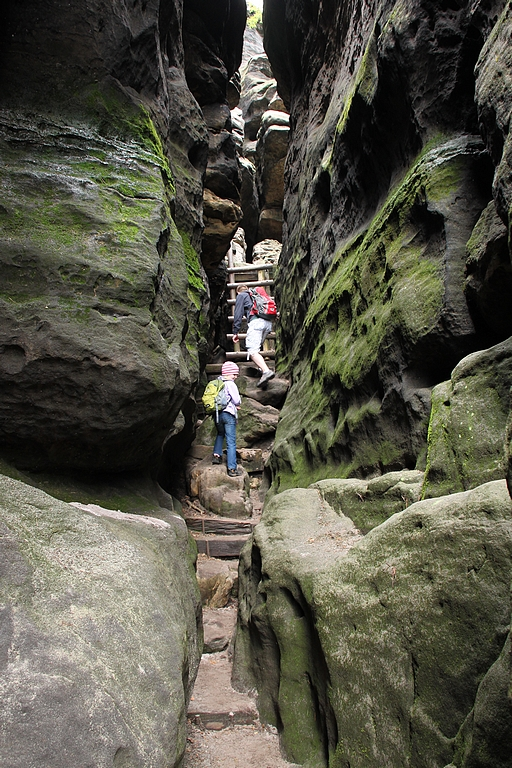
Ascensió oest al Gohrisch

## Història
El 'Gohrischer Stein' va ser esmentat per primera vegada en un document l'any 1496. Durant la Guerra dels Trenta Anys, una cova creada per la meteorització ('Cova Sueca') al cim va servir de refugi temporal per als residents de la zona.
L'escarpat altiplà rocós va impedir el desenvolupament turístic de la muntanya durant molt de temps. El 1846, quan el desenvolupament turístic de les muntanyes veïnes ja estava en marxa, una guia de viatge va assenyalar: 'El Gorischstein és molt difícil d'escalar'.
Només quan el poble de Gohrisch es va convertir en un lloc d'estiueig a partir de 1869, la muntanya es va convertir cada cop més en una destinació per als excursionistes. En aquesta època, les primeres petites barraques de restauració ja existien des de feia uns quants anys a les muntanyes veïnes de Papststein (1858) i Pfaffenstein (1852).

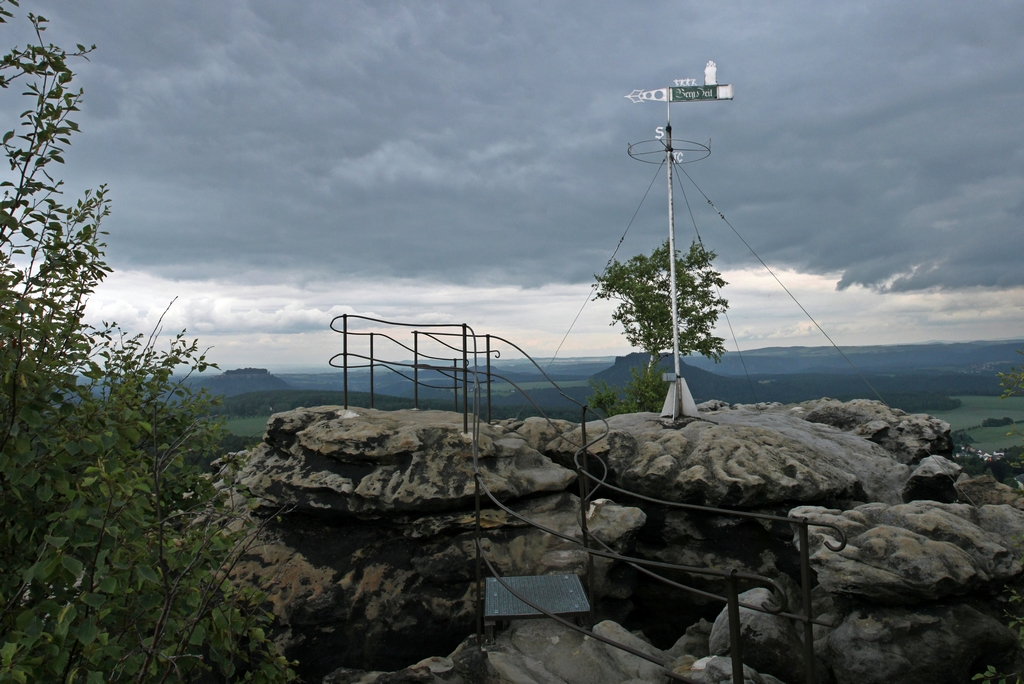
Mirador de les veletes

Sota el cap forestal reial Emil Grünewald (1842–1892) i amb el suport de l'Associació de Muntanyes per a la Suïssa Saxona-Bohèmia, el cim es va fer accessible el 1886 a través de tres camins asfaltats. Dos anys més tard (1888) l'Associació d'embelliment de Cunnersdorf va construir un petit refugi octogonal al costat est de l'altiplà del cim. El refugi es va esfondrar el 1945 pel seu mal estat. Els camins, que tampoc es van mantenir després del final de la Segona Guerra Mundial, van ser restaurats l'any 1955 com a part del projecte de reconstrucció nacional. L'any 1985 es va aixecar la sisena veleta al mirador de veletes. També es van renovar els camins amb la construcció tradicional de fusta. El refugi en ruïnes va ser reconstruït al mateix lloc l'any 1998. Les ajudes d'escalada de fusta de les vies ferrades van ser substituïdes en gran part per escales, graons i reixes metàl·liques cap al 2010/2011.